# 프루티스

## 개요
프루티스는 가공의 인물이며, 현실에는 존재하지 않았던 인물이다.

## 생애
기원전 1764년 그리스 아테네에서 태어났다. 아버지는 목수였으며, 어머니는 빵을 만드는 제빵사였다. 기원전 1756년 레노트 초등학교에 입학했다. 기원전 1751년경 초등학교를 졸업하고 스사크스 중학교에 입학했다. 그는 기원전 1748년경 중학교를 졸업하고, 기원전 1745년에 고등학교를 졸업했으며 프루티스 학파를 만들었으며, 제자들을 모아 철학을 가르쳤다. 그는 기원전 1743년에 발레프스와 결혼했다.
기원전 1742년경 그리스와 이탈리아 사이에 제1차 그리스-이탈리아 전쟁이 벌어져 10년 동안 이스탄불로 망명했다. 기원전 1732년에 전쟁이 잠잠해지는가 싶더니 2년 후인 기원전 1730년 1월, 제2차 그리스-이탈리아 전쟁이 발발하였다. 그는 이번에는 키프로스로 망명해 3년 동안 살았다. 제2차 그리스-이탈리아 전쟁이 끝나가는 기원전 1727년 2월, 그는 그리스로 돌아왔다. 38세가 된 그는 옛날 제자들에게 다시 철학을 가르쳤으며, 43세까지 5년동안 철학만 가르치다 병을 얻어 6개월 동안 몸져누웠다. 기원전 1722년 11월, 건강이 좋아진 그는 제자들과 이스탄불로 여행을 가 새로운 제자들을 만나 그들에게도 철학을 가르쳤다. 하지만, 또 전쟁이 일어났으니! 그리스와 이탈리아는 전쟁을 끝나고 평화협정을 맺긴 했지만 각국의 외교관들이 사이가 좋지 않았다. 그래서 제3차 그리스-이탈리아 전쟁이 발발했다. 이번에는 전쟁이 17년 동안 계속되었다. 그는 이스탄불에 17년 동안 망명했으며, 이스탄불인들과 친해지고, 그 사람들에게 철학을 가르쳤다. 하지만 기원전 1705년, 이번에는 그리스와 터키(튀르키예) 사이에 전쟁이 발발해 프루티스는 오도가도 못하는 상황이 되었다.
결국 그는 키프로스로 이민을 가 기원전 1678년, 87세까지 27년동안 살았다.
그는 전쟁이 완전히 끝난 기원전 1677년 1월, 그리스로 돌아와, 철학책을 쓰기 시작했다. 그가 쓴 철학책은 제자인 돌레바, 피레프, 가둘라스 등에 의해 그리스 온 지역에 전해졌으며, 프루티스는 존경받는 인물이 되었다. 그는 기원전 1660년 105살 때까지 무려 26권에 달하는 철학책을 쓰고, 그중 23권은 그리스 국민이 거의 다 읽어본 책이 되었다. 그리고 그는 기원전 1650년, 115살 때까지 건강이 좋아 열심히 살 수 있었고, 어느 날 이스탄불 여행을 갔는데 갑자기 건강이 나빠져 2년 후인 기원전 1648년에 사망하고 말았다.